# Gong

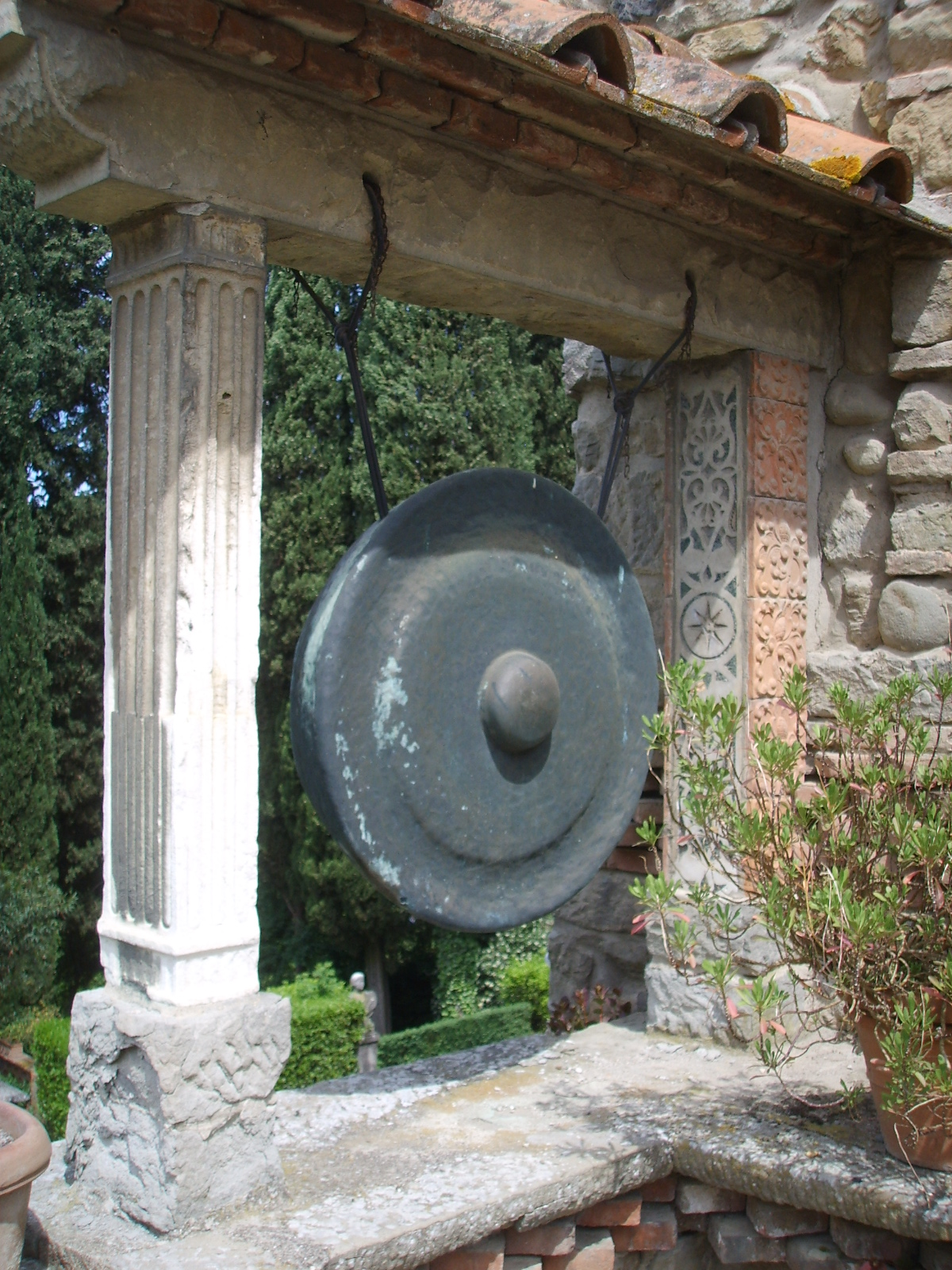
Gong.

El gong (del malayo: gong; chino: 鑼; pinyin: luó;  japonés: 鑼, translit; ra; jemer: គង - Kong; tailandés: ฆ้อง Khong;  vietnamita: cồng chiêng) es un instrumento de percusión musical, originario de Asia oriental y sudoriental.
Se trata de un gran disco metálico (habitualmente de bronce) con los bordes curvados (generalmente hacia adentro) y sostenido por dos pilares de metal, que se percute afinado o no, por lo que, puede generar tanto sonidos determinados como indeterminados.
Es muy popular en China, de donde es originario. Sus orígenes se remontan al 3500 A. C. Se cree que ya se usaban en Mesopotamia.
Este tuvo su origen en Oriente, y originalmente servía para expulsar demonios y dar paz al alma.

## Historia
El origen exacto del Gong es incierto, pero se sabe que es un instrumento originario de China. Se cree que proviene de una región indefinida entre el Tíbet y Birmania.
Existen registros que sugieren su uso ya en el año 500 a. C., aunque los primeros gongs rudimentarios datan de la Edad del Bronce.
Los antiguos descubrieron que las planchas fabricadas con una aleación de cobre y estaño producían un sonido muy peculiar.
Por esta razón, el gong se ha convertido en uno de los instrumentos de percusión más emblemáticos de China.
En la antigua China, el gong formaba parte de ceremonias religiosas, militares e imperiales. Poseer un gong era un símbolo de poder, y cuanto más grande era, más poderoso se consideraba a su propietario.
Por todo ello, se considera un instrumento ancestral, que ha sido utilizado durante miles de años para promover la sanación, el bienestar y la renovación del cuerpo y la mente.
Hoy en día, se considera como una herramienta única para alcanzar estados profundos de relajación y equilibrio, favoreciendo la expansión de la conciencia y el cuidado integral de la salud.
Según sus características, el gong puede producir sonidos indeterminados o determinados. Hay muchos tipos de gongs: Sinfónicos, tamtam, planetarios, de viento, etc.

## Beneficios
Beneficios de escuchar el Gong:
Alivia la tensión y los bloqueos en el cuerpo.
Estimula el funcionamiento de los sistemas nervioso y glandular.
Mejora la circulación de los fluidos corporales, favoreciendo la circulación sanguínea.
Alivia el dolor.
Optimiza el funcionamiento del sistema respiratorio.
Estimula las terminaciones nerviosas, siendo útil en la recuperación de lesiones con daño nervioso.
Reduce el estrés.

## ¿Quién puede tocar Gong[6]?
- Terapeutas del Sonido: El Gong es una herramienta  fundamental en terapia de sonido, ya que  tiene la  capacidad de armonizar y equilibrar la energía.
- Terapeutas holísticos e integrativos, profesionales del crecimiento personal: El gong se puede combinar con otras terapias naturales y complementarias.
- Psicólogos, Psiquiatras, Mentores y Coachs: El gong lleva a la mente a un estado meditativo, lo que facilita la apertura del paciente o cliente para el diálogo.
- Músicos que quieran explorar la fusión de la música y el sonido como herramientas de transformación.

## Gongversia[7]
La “Gongversia” significa: Basándonos en su estructura:
- "Gong": Hace referencia al instrumento musical gong, que emite un sonido profundo y vibrante, usado en prácticas de meditación, sanación y ceremonias.
- "-versia": Proviene de "vertere" (girar, dar la vuelta), que en palabras como "controversia" implica confrontación de ideas o transformación.

Por lo que, el significado de "Gongversia" es: Transformación a través del gong. Refiriéndose a la experiencia de cambio o renovación espiritual y emocional provocada por el sonido del gong.
Un ejemplo de esta palabra es: "En ese baño de sonido con gong, tuve mi Gongversia, fue una experiencia de profunda transformación."